# Necropoli della Banditella
La necropoli della Banditella è un sito archeologico etrusco situato nei pressi di Marsiliana d'Albegna, nel comune di Manciano, nella provincia di Grosseto, in Toscana.
Il sito fu scoperto casualmente nel 1908 dal principe Tommaso Corsini, proprietario della tenuta della Marsiliana, il quale promosse una serie di scavi riportando alla luce una necropoli di epoca orientalizzante (dalla fine dell'VIII al VI secolo a.C.).
Sono state rinvenute centonove sepolture, costituite da gruppi di tombe a fossa circondate da circoli di pietre. I ritrovamenti più importanti sono avvenuti nel "circolo della fibula", nel quale venne rinvenuta una fibula d'oro decorata con la tecnica della granulazione (la fibula Corsini, capolavoro dell'oreficeria etrusca del VII secolo a.C., conservata nel museo archeologico nazionale di Firenze) e nel "circolo degli avori", da cui proviene una tavoletta di avorio usata per la scrittura, con inciso l'alfabeto etrusco più antico che si conosca (la tavoletta di Marsiliana del VII secolo a.C., conservata al museo archeologico nazionale di Firenze).
Nuove ricerche sono state condotte a partire dal 2002 dall'università di Siena nell'ambito del progetto di ricerca "Caratteri insediativi e architettura funeraria a Marsiliana d'Albegna".